# Mollens (Vaud)
Pour les articles homonymes, voir Mollens.
 (septembre 2010).
Si vous disposez d'ouvrages ou d'articles de référence ou si vous connaissez des sites web de qualité traitant du thème abordé ici, merci de compléter l'article en donnant les références utiles à sa vérifiabilité et en les liant à la section « Notes et références ».
Mollens est une commune suisse du canton de Vaud, située dans le district de Morges.

## Population

### Gentilé et surnom
Les habitants de la commune se nomment les Mollensards (ou les Mollognards).
Ils sont surnommés lè Mitcha-Boû (les Fendeurs-de-Bois en patois vaudois),.

## Histoire
Les premières traces écrites de la commune datent du XIIe siècle. Au XIIIe siècle, Mollens est rattachée au couvent de Romainmôtier, puis du XIIIe jusqu'au début du XVIe siècle aux seigneurs d'Aubonne. La commune ne prend son autonomie que lors de la conquête bernoise au milieu du XVIe siècle.